# جری استاک‌هوس
جری استاک‌هوس (انگلیسی: Jerry Stackhouse؛ زاده ۵ نوامبر ۱۹۷۴) یک بازیکن بسکتبال اهل ایالات متحده آمریکا است.